# Ken Finkleman
Ken Finkleman est un scénariste et réalisateur canadien né en 1946 à Winnipeg.

## Filmographie sélective
Comme scénariste
- 1974 : Y'a un os dans la moulinette de Raoul André
- 1982 : Grease 2 de Patricia Birch
- 1982 : Y a-t-il enfin un pilote dans l'avion ? (Airplane II: The Sequel) de lui-même
- 1985 : Head Office de lui-même
- 1987 : Who's That Girl de James Foley

Comme réalisateur
- 1982 : Y a-t-il enfin un pilote dans l'avion ? (Airplane II: The Sequel)
- 1985 : Head Office